# Ole Peter Hansen Balling

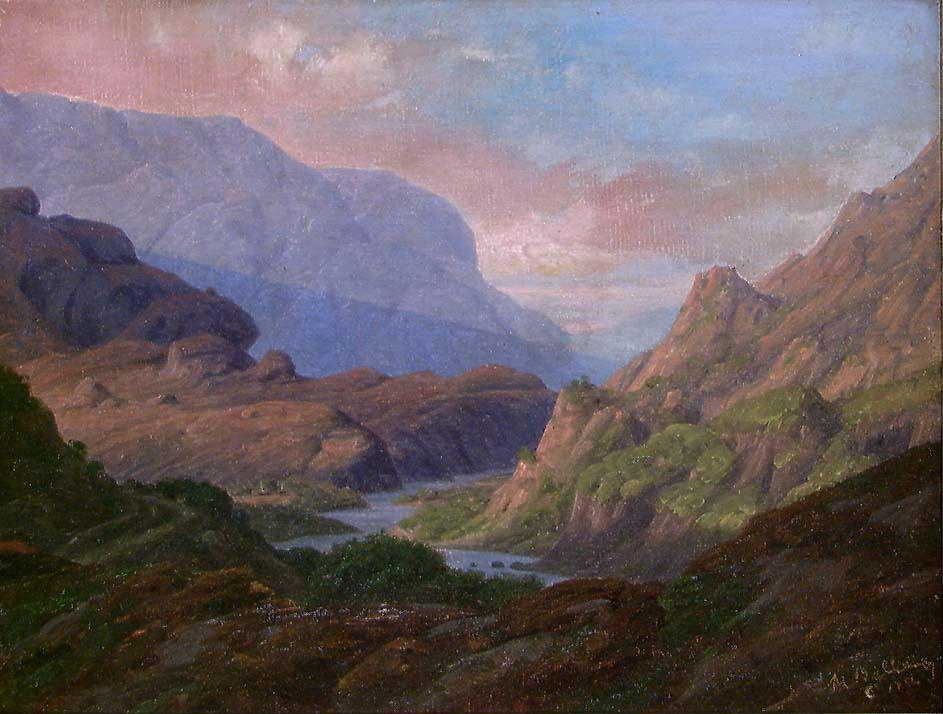
Ole Peter Hansen Balling: Berglandschaft anno 1856

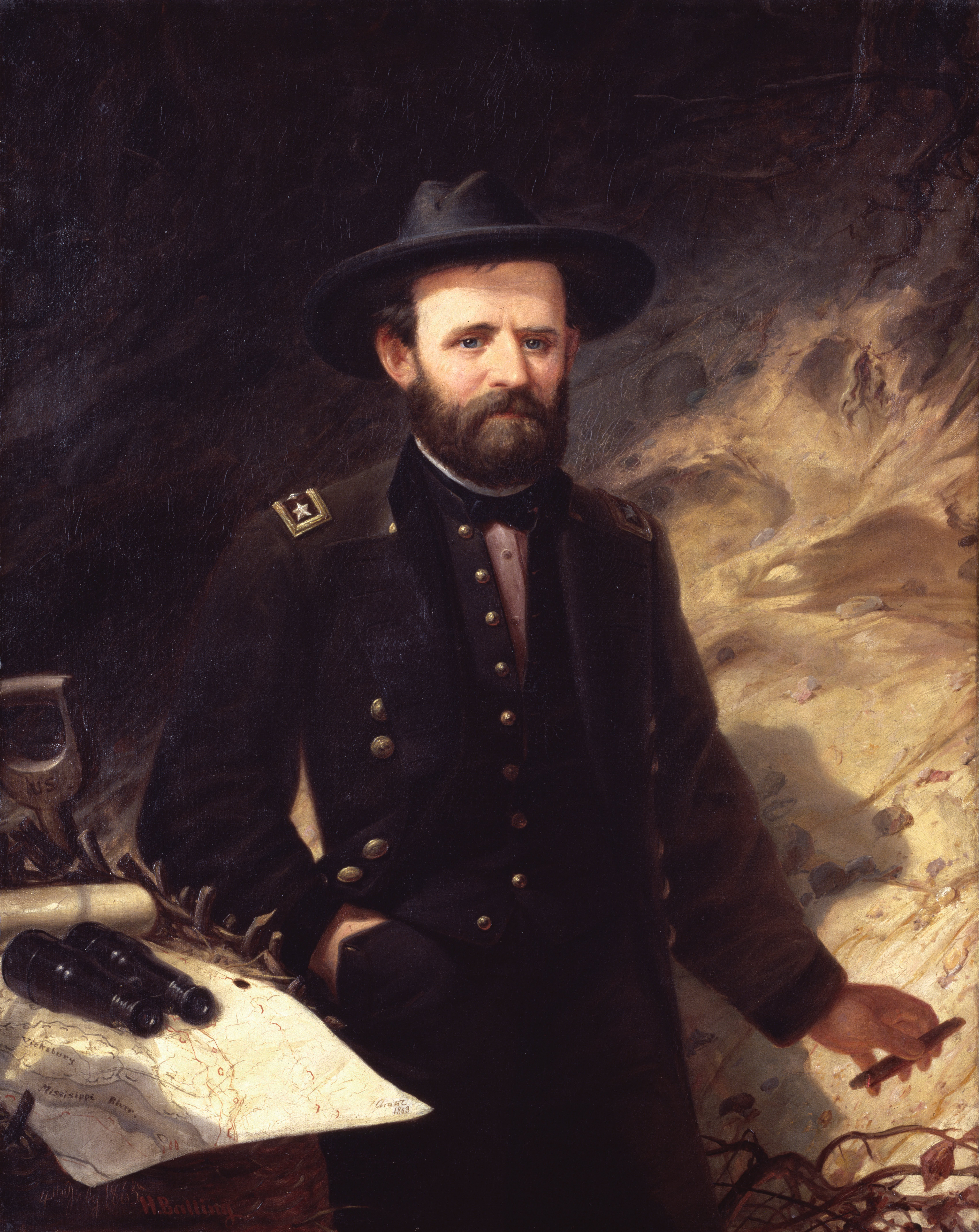
General Ulysses S. Grant im Schützengraben vor Vicksburg, 1865 porträtiert von Ole Peter Hansen Balling

Ole Peter Hansen Balling (* 13. April 1823 in Christiania; † 1. Mai 1906 ebenda) war ein norwegischer  Porträt- und Landschaftsmaler. Als Offizier koordinierte er militärische Auseinandersetzungen unter dänischer und US-amerikanischer Flagge.

## Leben
Balling, der Sohn des Ringeriker Schustermeisters Johan Frederik Hansen (1780–1831) und seiner Frau Karen Balling, ging in Christiania  bei dem Dekorationsmaler und Fotografen Jacob Emilius Wunderlich (1809–1892) in die Lehre. 1841 studierte er an der Berliner Königlich Preußischen Akademie der Künste. Dort unterstützte ihn 1843 bis Anfang 1845 Henrich Steffens. 1846 bis 1848 konnte Balling das Studium der Malerei an der Kopenhagener Königlich Dänischen Kunstakademie fortsetzen. 1848 bis 1850 zog er als Freiwilliger in den Krieg. Der dänische Leutnant Balling kämpfte gegen Schleswig und Holstein. Nebenbei porträtierte er Oberstleutnant Hans Helgesen (1793–1858). König Friedrich VII. kaufte das Bild.
1852 stellte Balling in der Kunsthalle Charlottenborg aus. 1854 arbeitete er unter Thomas Couture in Paris. 1856 wanderte Balling in die Vereinigten Staaten aus. 1859 bis 1861 arbeitete er in New York als Fotograf mit eigenem Atelier und war später dort bei Jeremiah Gurney (1812–1895) als Retuscheur tätig. Während des Sezessionskrieges meldete er sich – wiederum freiwillig – bei der Infanterie der Nordstaaten und brachte es – 1863 verwundet – bis zum Oberstleutnant. Ab 1864 porträtierte Balling Armeeführer und Präsidenten; aquarellierte Abraham Lincoln und malte ein Ölbild von Ulysses S. Grant. 
1874 in die Heimat zurückgekehrt, ließ sich Balling bei seinem Bruder in Horten nieder und malte in dessen Atelier vorwiegend Porträts norwegischer Marineoffiziere, aber auch König Oskar II und später den Komponisten Johan Svendsen.
Balling begleitete 1878 Ulysses S. Grant auf dessen Norwegenreise durchs Land. 1879 ging Balling nach New York zurück. 1881 bis 1890 lebte und arbeitete er in Mexiko-Stadt. Eine seiner beiden Töchter hatte dorthin geheiratet. 1890 erneut in die Heimat zurückgekehrt, wurde er mexikanischer Konsul in Christiania. Das letzte Mal besuchte Balling New York 1895 bis 1896.

## Familie
Balling heiratete am 23. April 1852 in Dänemark Marie Rantzau. Nachdem die erste Ehefrau Marie bereits 1853 gestorben war, heiratete er am 27. Juni 1857 in New York die Deutsche Christine Zündorff (1831–1921). Balling hatte drei Kinder – Oscar, Emma und Clara.